# Stadium of Light
Stadium of Light – stadion piłkarski położony w Sunderlandzie w North East England. Występuje na nim drużyna Sunderlandu. Obiekt mogący pomieścić 49 000 widzów oddano do użytku w 1997 roku. Jest on czwartym pod względem wielkości stadionem w Anglii (piątym - wliczając stadion narodowy Wembley). Na tym stadionie rozgrywane były dwa mecze reprezentacji Anglii.
Po publikacji Raportu Taylora w 1990 roku Sunderland zaczął szukać gruntów pod nowy stadion. Ich poprzedni Roker Park nie miał możliwości do rozbudowy, a instalacja krzesełek na stojących trybunach ograniczyłaby pojemność. Dlatego pojawiły się plany budowy nowego obiektu w pobliżu fabryki Nissana, który jednak zablokował plany
. W 1995 udało się dojść do porozumienia i wybrano teren po byłej kopalni, w pobliżu Roker Park.
Początkowo nowy obiekt miał mieścić 34 tys. widzów, ale po rozpoczęciu budowy pojemność zwiększono do 40 tys. Jeszcze przed zakończeniem prac wzrosła ona ponownie, do 42 tysięcy. Za całość klub zapłacił sumę 15 mln funtów. W 2000 doczekał się pierwszej rozbudowy, która zwiększyła pojemność do prawie 49 tys. osób.
Nazwa to hołd górnikom, których wielu jest wciąż wśród kibiców Sunderlandu. Nawiązuje do lampy noszonej w ich pracy, której pomnik znajduje się przy stadionie. Od otwarcia obiekt jest użytkowany przez Sunderland AFC, ale swoje mecze dwukrotnie rozgrywała tu reprezentacja Anglii. W sezonie letnim stadion organizuje liczne koncerty, a w jego zapleczu jest bogata infrastruktura na potrzeby konferencji.